# 称霸四海
《称霸四海》是 1999 年上市的一款策略/动作/冒险类的 PC 游戏，由 Microïds (该公司因发行赛伯利亚和赛伯利亚II 而闻名) 开发和发行。这个游戏模拟了类似 17 世纪时期，由英格兰、法兰西、荷兰或者西班牙雇佣的海盗生涯。玩家可以参与具有特定任务场景的战役，或者冒险模式，即以单纯地为所在国家(Nation)占领地图上所有的港口为目标。

## 游戏接受度
称霸四海受到了中等的评价，只在几个国家发行。它通常被认为存在一些 bug，声音和图像都比较过时，同时也由于其良好的故事情节和创造性受到褒扬。该游戏在 Windows 2000 和更新的 Windows 操作系统上运行受限，即使使用兼容模式。